# カポジ水痘様発疹症

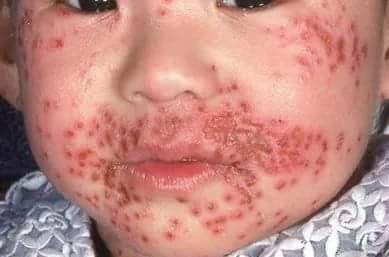

カポジ水痘様発疹症（カポジすいとうようほっしんしょう）とは単純疱疹が経皮的に拡大し広範囲に病変を引き起こす疾患。

## 原因
単純ヘルペスウイルスやコクサッキーウィルス、ワクチニアウィルスによって感染する。掻くことによって広がるためアトピー性皮膚炎の患者などに多くみられる。疲労やストレスが遠因となることがある。

## 症状
通常は発熱、有痛性リンパ節腫脹と疼痛を伴う水疱が形成される。早期に治療をすれば、発疹の範囲が広がらずに済むことがあるが、広範囲にわたる発疹が見られた場合は、入院治療が適切となる。痒みは人によって生じるが、ほぼ痒みよりも疼痛の症状が強い。発疹が沈静してかさぶたが出来てくると、痒みが生じる場合がある。かさぶたが自然に剥がれて快癒に向かうと、顔面に発疹が出た場合は、傷跡の一時的な色素沈着により、まるでそばかすのようになるが、徐々に消えていく。顔面以外も同様である。
ただし、現時点では再発を抑える治療法はない。基礎疾患となる皮膚炎などのコントロール、風邪を引かないようにする、過労を避けるといった点に留意する。

## 検査
- Tzanck試験: 水疱液をギムザ染色し、ウイルス性巨細胞を検出する検査
- 血清抗体の検出: EIA法など
- ウイルス抗原の検出: モノクローナル抗体を使用
- PCR法: HSV-DNAの検出
- ウイルス分離: 水疱内容液からVero細胞などに接種して分離する方法

## 治療
アシクロビル、バラシクロビル、ファムシクロビルを投与する。

## 鑑別診断
- 伝染性膿痂疹（とびひ）: しばしば鑑別を困難にする[1]。これもアトピー性皮膚炎に合併しやすい。